# Live CD
Live CD，又译为自生系统，是事先儲存於CD-ROM或相似的儲存裝置上，可不特定於计算机硬件（non-hardware-specific）而启动的操作系统（通常亦包括一些其他軟件），不需安裝至计算机的本地外部存储器 - 硬盘。采用的介质包括CD-ROM（Live CD）、DVD（Live DVD），甚至是软盘等。退出自生系统並重新開機後，電腦就可以恢復到原本的作業系統。自生系统的運作機制，是透過「把原本放在硬碟裡的檔案，放到記憶體的虛擬磁碟中」來運作；因此系統記憶體愈大，則執行速度愈快。
隨著CD和DVD光碟機逐漸被淘汰，Live CD也漸漸被Live USB取代，Live USB是寫入USB隨身碟的等效系統，具有可寫儲存的額外優點。

## 簡介
雖然大多數的自生系统都包括一個以Linux內核為基礎的作業系統，此外还有各种BSD與OpenSolaris等
，但也有基於商业作業系統的自生系统存在，例如Mac OS、Mac OS X、BeOS、九號計畫和Microsoft Windows等，因商業版作業系統通常不允許任意改造及散布，所以可能不具备合法性。第一個支援自生系统運作的作業系統，似乎是1991年發行的光碟版的Mac OS 7和用戶建立的具有系統資料夾的Macintosh CD。它可以從光碟中啟動一個完整的桌面。
一些自生系统帶有一個桌面圖示，該圖示可讓使用者選擇性的啟動安裝程式，將作業系統安裝到一個硬碟或者USB快閃記憶體上。大多數自生系统都能讀取內部和外部的硬碟，軟碟和USB快閃記憶體。
基於Linux的自生系统和Linux軟磁碟通常是用工具程式syslinux來起動的。在個人電腦上，可開機光碟通常都遵照El Torito標準，將光碟上的一個特殊的檔案（通常都是隱藏檔）當作軟磁碟影像檔處理。很多基於Linux的自生系统會使用一個壓縮檔案系統，通常是簡稱「cloop」的Compressed Loopback Device，來增大光碟的容量。以此方法製作的系統，功能可以頗為豐富：典型的Knoppix系統包括了大約1,200種軟件包。

## 使用
一些自生系統是被設計成用於展示硬體的客製作業系統（通常是一個Linux或是其他免費開放源碼作業系統）
自生系統會將作業系統載入記憶體中，而光碟機就可以做其他用途，但是光碟機的速度仍舊太慢，這樣的作法仍是少見。一些有經驗的作業系統使用者會用自生系統來決定作業系統的功能或版本是否相容於一些硬體或是週邊；也有使用者將自生系統用於作硬體的除錯使用，特別是硬碟毀損的時候，能將一些檔案儲存到一些儲存媒體。
自生系統可以用在很多的用途上，包含了提供安裝Linux發行版環境到硬碟、測試新版的軟體、測試新硬體、系統維修、提供高安全性的環境、偷竊密碼。一般來說，自生系統並不是很常使用，因為硬碟的存取速度較CD快，而且放在RAM中的檔案在電源關閉時會遺失，以及系統無法在開啟許多應用程式時存取swap磁區。

## 特點
一些自生系統會包含安裝工具，可以由桌面的圖示來啟動，啟動後可以將作業系統安裝到系統的硬碟或是USB裝置，大部分的 自生系統可以存取內部或是外部的硬碟、磁碟片、flash，一般來說， 自生系統是由唯讀的裝置啟動，需要複製到可讀寫的媒體（例如：硬碟）或是完整複製後再安裝額外的軟體；然而Morphix和Puppy Linux是例外，他們是少數Linux自生系統可以儲存檔案到 光碟，可以讓使用者攜帶資料，更重要的是，可以增加客製化的程式以及設定檔在光碟內。

## 容量
自生系統理論上講只需要作業系統能夠操作硬體就可以，實際上自生系統的封裝者為了實現額外的功能往往加入額外的軟體，因此自生系統的容量可以控制到只占用一張軟盤的存儲空間，也可以用大型的應用軟體填滿整張DVD。50 MB左右的Damn Small Linux（DSL）可以載於名片型CD或小容量闪存上。

## 一些著名的自生系统

### 基於OpenSolaris
- OpenSolaris - 一種開源的System V Unix系統，本身俱備光碟啟動系統功能，並也能再安裝入磁碟中。
- Belenix - 基於OpenSolaris核心搭配KDE桌面環境。

### 基於蘋果電腦MacintoshOS
- 含有Mac OS的System folder的CD或軟磁盤。
- BootCD - Charlessoft （页面存档备份，存于）製作，Mac OS X。

### 基於BSD
- DragonFly BSD
- FreeSBIE（基於FreeBSD）
- Frenzy mini-CD（基於FreeBSD）
- M0n0wall（基於FreeBSD）的防火墙
- NetBSD - 官方LiveCD影像檔。直接下載[永久]與快速參考文件[永久]。
- RedBSD

### 基於Linux
- Damn Small Linux - 輕量化的Knoppix，可裝載於卡片型CD上。
- fanx基于SLAX-5.0.6的FanX-1.1版【中文版】说明
- floppyfw - 基于BusyBox的可装载于软盘内的带防火墙功能的路由服务自生系统。
- geexbox a free software media center for Linux，官网
- Gnoppix - 基于Ubuntu使用GNOME作为桌面的自生系统CD。
- Knoppix - 基於Debian的自生系统CD。
- Knoppix bv1al - 基於Knoppix的繁體中文自生系统CD。
- Kubuntu - 基于Ubuntu的KDE桌面环境自生系统CD/DVD。
- linuX-gamers - 基于Arch Linux的游戏玩家自生系统DVD。
- MandrakeMove - 由Mandriva作商業上的支持。
- MEPIS - 用作Debian的安裝。
- PCLinuxOS - The LiveCD Project的直接代表。
- ROCK Linux - 針對PowerPC的自生系统CD
- Slax - Slackware的變種。
- Stanix - 基於Knoppix bv1al的繁體中文自生系统CD。
- SuSE自生系统CD/DVD。
- Tomsrtbt - 基於BusyBox的自生系统软盘Tom's root system bootable （页面存档备份，存于）
- Ubuntu - 基于Debian的GNOME桌面环境自生系统CD。
- xPUD - 系統需求為 256MB RAM 和 64MB 硬碟空間 官网 （页面存档备份，存于）

### 基於Microsoft Windows
- BartPE (Windows 2000/XP/2003)
- 911 Rescue CD  (Windows NT/2000/XP/2003)
- Ultimate Boot CD for Windows（Windows XP）- BartPE的功能延展
- MiniPE-XT

## Linux重制工具
| 名称                     | 支持的操作系统                             | 最近代码更新 | 代码仓库/分叉          |
| ------------------------ | ------------------------------------------ | ------------ | ---------------------- |
| mylivecd                 | PCLinuxOS和派生者                          | 2013-04-17   | （页面存档备份，存于） |
| Remastersys              | Debian和派生者                             | 2016-07-25   | （页面存档备份，存于） |
| Reconstructor            | Debian和派生者                             | 2013-03-04   | （页面存档备份，存于） |
| Garfio                   | Ubuntu和派生者（唯西班牙语）               | 2010?        |                        |
| Mklivecd                 | 所有Linux发行                              | 2012或更早   |                        |
| kwheezy-livecd           | KWheezy                                    |              |                        |
| Puppy重制工具            | Puppy Linux                                |              |                        |
| Ubuntu定制工具箱（停止） | Ubuntu家族                                 | 2015-08-19   | （页面存档备份，存于） |
| MySLAX创建者             | Slax                                       |              |                        |
| Draklive                 | Mageia和???                                |              |                        |
| JLIVECD                  | Debian、Arch Linux、Ubuntu家族和Linux Mint | 2017-06-05   | （页面存档备份，存于） |
| 定制器                   | Ubuntu家族                                 | 2017-05-02   | （页面存档备份，存于） |

## 圖集
下列是一些Live CD或Live DVD的螢幕截圖：

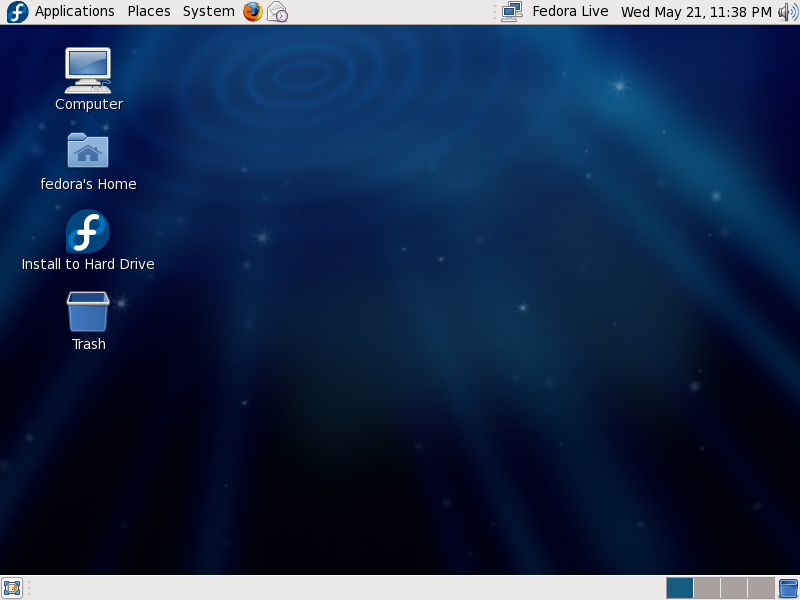
Fedora 9的Live CD
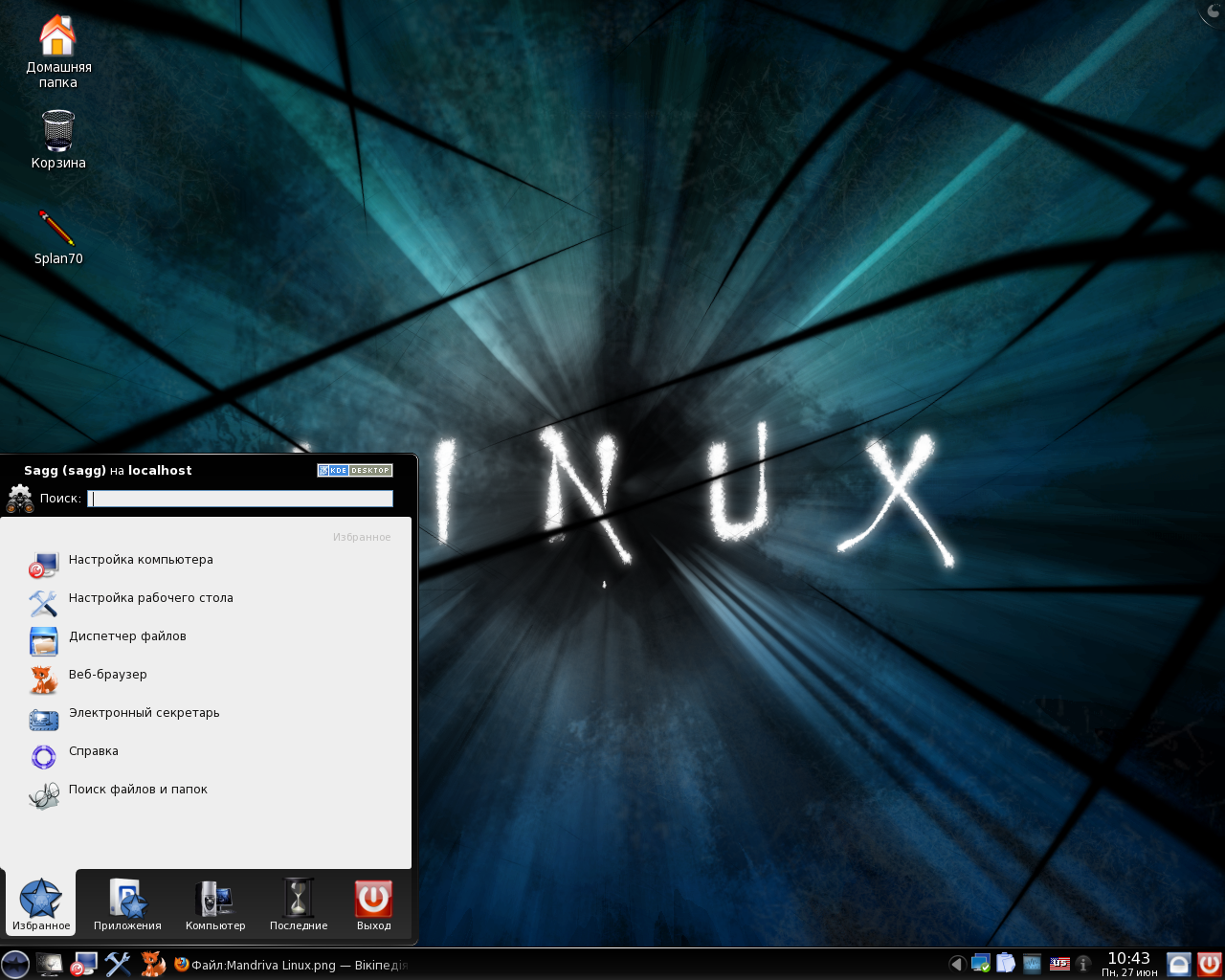
Mandriva Linux One 2009 with KDE 4的Live CD
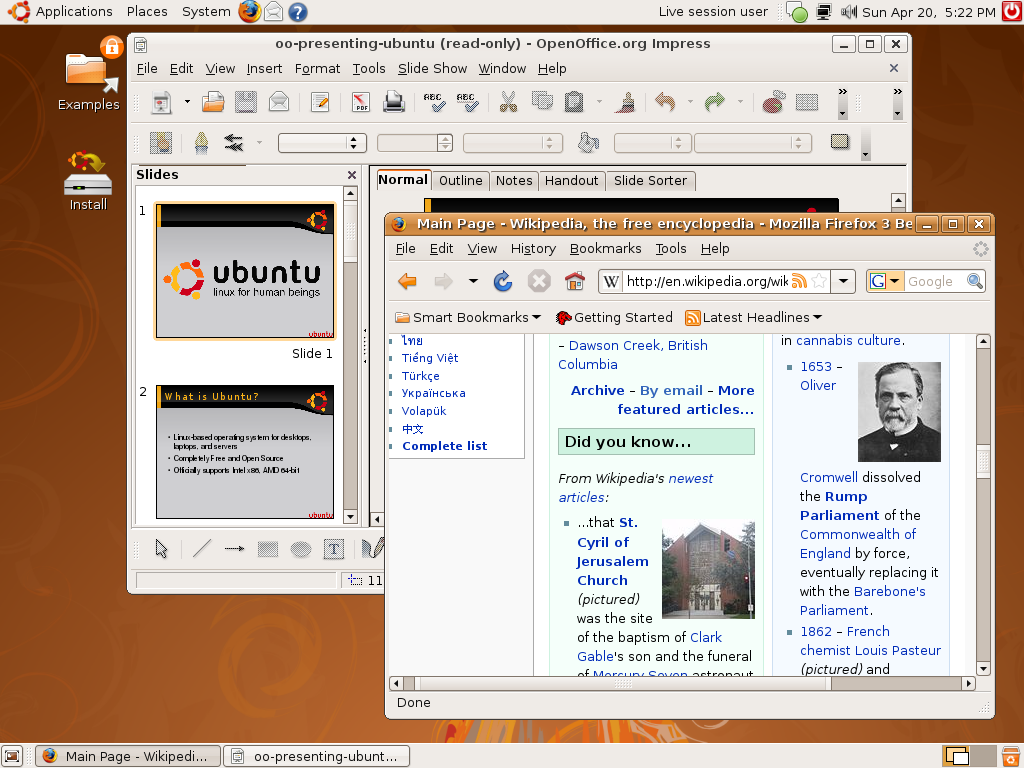
Ubuntu 8.04的Live CD，執行Mozilla Firefox與OpenOffice.org
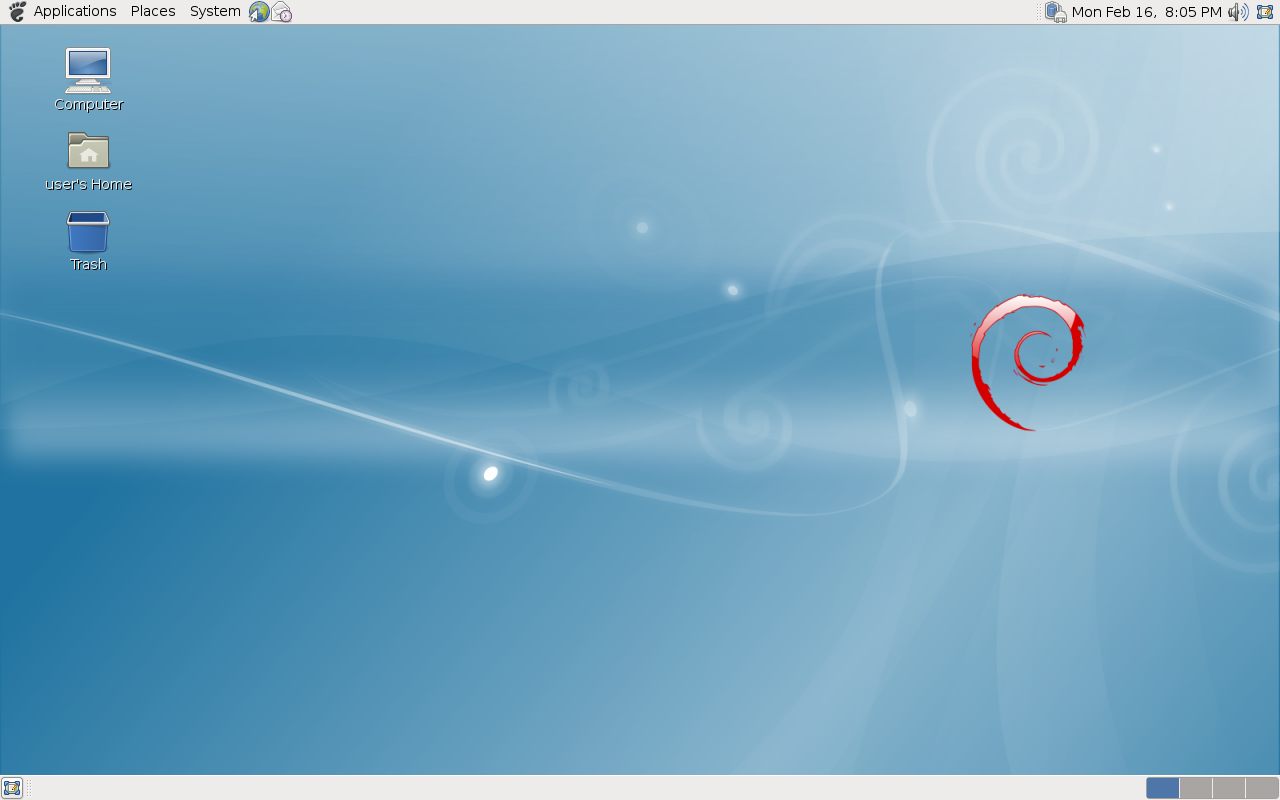
Debian的Live CD
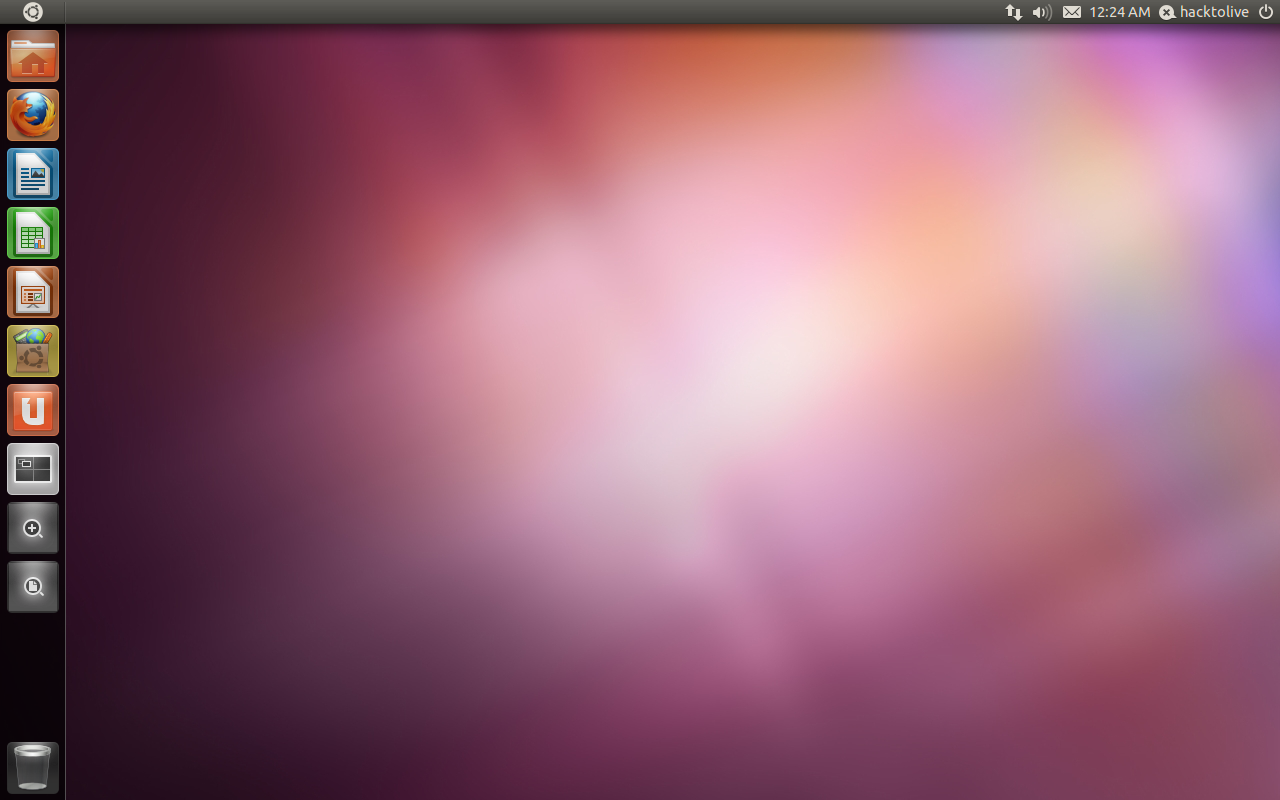
Super OS 9.04的Live DVD
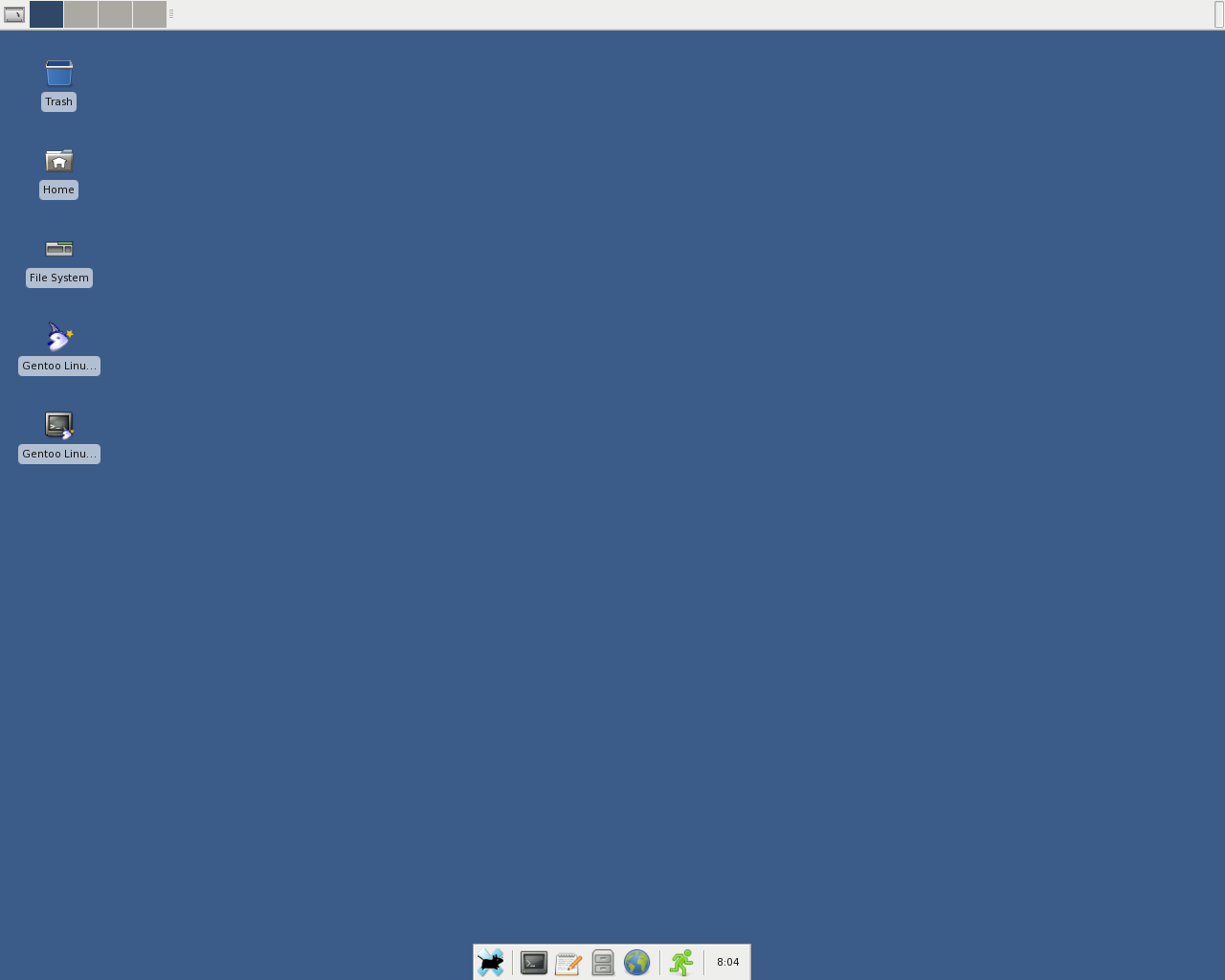
Gentoo Linux 2008.0的Live CD